# Mount Mignone
Mount Mignone är ett berg i Antarktis. Det ligger i Östantarktis. Nya Zeeland gör anspråk på området. Toppen på Mount Mignone är 2 025 meter över havet, eller 865 meter över den omgivande terrängen. Bredden vid basen är 3,1 km.
Terrängen runt Mount Mignone är bergig åt sydväst, men åt nordost är den kuperad. Trakten är obefolkad. Det finns inga samhällen i närheten.